# Sanseverino (famiglia)

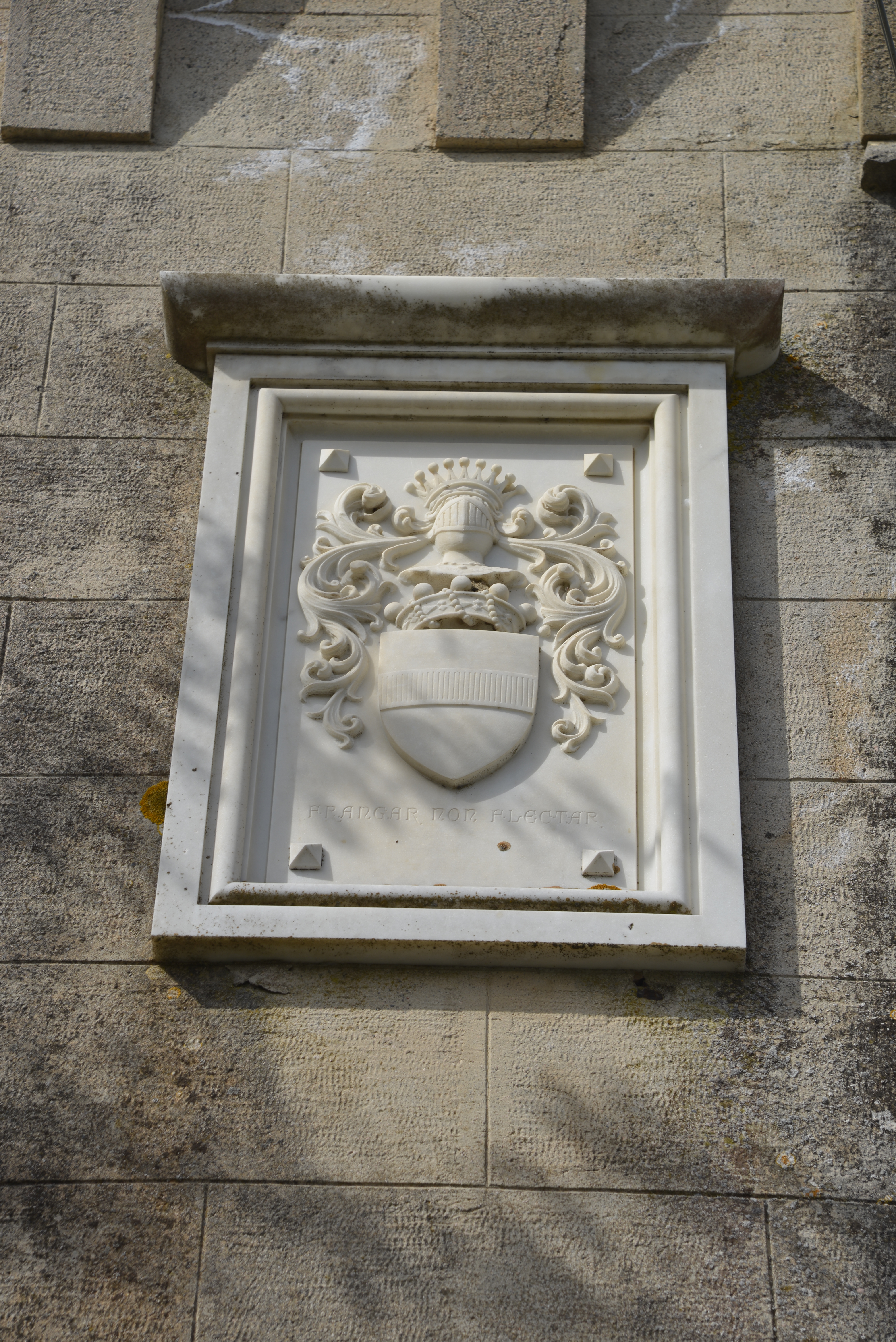
Stemma di Casa Sanseverino sulla torre Sanseverino a Marcellinara

Il Casato dei Sanseverino è una delle più illustri e antiche famiglie aristocratiche italiane ed una delle sette grandi casate del Regno di Napoli, con un ramo della famiglia che ottenne feudi anche nella Valle Padana a partire dal XV secolo.
Nel complesso la famiglia arrivò a dominare su più di 300 feudi, 40 contee, 9 marchesati, 12 ducati e 10 principati, distribuiti soprattutto tra Basilicata, Calabria, Campania e Puglia. Fra i suoi membri si annoverano cardinali, viceré, marescialli e condottieri. Di questa storica famiglia sussiste il solo ramo dei baroni di Marcellinara.

## Storia
La casata ebbe origine dal cavaliere normanno Turgisio, discendente dai duchi di Normandia, che ebbe in dono da Roberto il Guiscardo la contea di Rota (l'odierna Mercato San Severino), posta in una posizione strategica che poneva in comunicazione il Principato di Salerno con il Ducato di Napoli e di Benevento. Avendo questi stabilito la sua dimora nel castello di Sanseverino, che si trovava nei suoi nuovi possedimenti, ne assunse anche il nome.
Per la fedeltà al papa ed al partito guelfo, la famiglia fu quasi distrutta prima dagli Svevi e poi dai Durazzo, ma riuscì sempre a sopravvivere ed a ritornare all'antico splendore.
Nel XV secolo i Sanseverino si divisero nei due grandi rami di Salerno e di Bisignano. Altri rami furono quelli dei Sanseverino conti di Lauria e duchi di Scalea, Sanseverino duchi di San Donato, Sanseverino conti di Tricarico, Sanseverino conti di Caiazzo e conti di Colorno, Sanseverino baroni di Calvera, Sanseverino baroni di Marcellinara e molti altri rami minori. Da questa famiglia discendono inoltre le famiglie Sangineto (dimorante anticamente in Napoli e Calabria, che prese il nome dal feudo di Sangineto) e Lauro (dimorante in Amantea, Tropea, Cosenza e Napoli che prese il nome dal feudo di Lauro ricadente nell'attuale provincia di Avellino).
I Sanseverino ebbero, nel Regno di Napoli, un trattamento semi-sovrano. Ne è dimostrazione il privilegio, concesso ai Sanseverino e confermato alla casata anche da Carlo V nel 1520, secondo il quale in mancanza dell'erede maschio i feudi non si dovevano mai disperdere per successione femminile, dovendo essi passare al parente maschio più vicino:
Infatti, quando nel 1606 il principe di Bisignano Nicolò Bernardino Sanseverino morì senza eredi (l'unico figlio premorì al padre), il feudo fu ereditato dalla nipote Giulia, in seguito a un lungo processo presso il tribunale Regio di Napoli. Alla morte di Giulia, fu ripristinato il privilegio e Luigi Sanseverino conte di Saponara, cugino di sesto grado, viene riconosciuto erede. Non fu così per la contea di Tricarico, che per volontà sovrana fu messa all'asta, in tal modo sottraendo alla famiglia la principale fonte delle proprie entrate.

## Rami dei Sanseverino

### Baroni del Cilento
Il capostipite Turgisio morì nel 1081. A lui succedette Ruggero che sposò Sica, una nipote di Guaimario IV di Salerno; rimasto vedovo, finì i suoi giorni nel 1125 come monaco benedettino della Badia di Cava, alla quale fece importanti donazioni.
Ruggero ebbe due figli: Roberto, signore di Lauro; Enrico, signore di Sanseverino e del Cilento. Dei successori del primo si ricordano il nipote Ruggero Sanseverino, conte di Tricarico, che nel 1188 diede un numero considerevole di uomini e cavalieri per la terza crociata e Riccardo Sanseverino (1220-1267), conte di Caserta e vicario imperiale di Federico II.
Da Enrico (1099c.-1150) discesero:
- Guglielmo Sanseverino (1144 -1190) che sposò Isabella Guarna, figlia di Silvestro Guarna, conte di Marsico e ministro del re Guglielmo I di Sicilia.
- Tommaso Sanseverino (1180c. - 1246), conte di Marsico (dal 1241); partecipò alla congiura contro Federico II; rifugiatosi a Capaccio, fu catturato e giustiziato.
- Ruggero Sanseverino (1237c.- † Marsico, 1285); partecipò valorosamente alla battaglia di Benevento (1266) che vide l'avvento degli Angioini; Capitano Generale del re Carlo I d'Angiò nel 1285. Sposò Teododra d'Aquino dei signori di Roccasecca, sorella di san Tommaso d'Aquino.
- Tommaso II Sanseverino (1255c. - 1324), conte di Tricarico per matrimonio, in seconde nozze, con Sveva de Bethsan, conte di Marsico, barone di Sanseverino, signore di Centola, Polla e Cuccaro dal 1291, signore di Atena dal 1295, signore di Postiglione dal 1295 (ma rinuncia nel 1298), signore di Sanza dal 1294, signore di San Severino di Camerota, Casal Boni Ripari, Pantoliano, Castelluccio, Cosentino, Corbella, Monteforte (di Vallo), Serre e Padula dal 1301, signore di Policastro dal 1305; ebbe la conferma sull'intera baronia del Cilento, Diano, Lauria, Sant'Angelo a Fasanella e Magliano Vetere, che divise tra i figli. Scortò il Duca di Calabria per accogliere il nuovo re Roberto di Napoli di ritorno da Avignone (ottobre 1310). Nel 1271 sposò Margherita di Vaudémont, figlia di Enrico di Vaudémont, conte di Ariano. Nel 1306 fondò la certosa di Padula.
- Enrico Sanseverino (1275c.-1314), conte di Marsico, fu Gran Connestabile del Regno di Napoli nel 1313. Sposò Ilaria, figlia dell'Ammiraglio Ruggero di Lauria, Signora di Maratea, Ravello, Nicotera, Scalea, Mileto, Laino e Lagonegro.
- Tommaso III Sanseverino (1310-1358) e Ruggero III Sanseverino (1312 - 1376), fratelli, si spartirono i beni dei genitori: il primo tenne il titolo di conte di Marsico, barone di Sanseverino e del Cilento, il secondo i titoli di conte di Mileto, di Belcastro e di Terranova. Dal ramo di Mileto, e precisamente dal figlio di Ruggero, Guglielmo, nacque Nicolò, primo barone di Marcellinara il 3/2/1445, unica linea attualmente superstite.
- Antonio Sanseverino (1328c-1384) sposò Isabella Del Balzo (m. 1379) che gli diede Tommaso IV e Bertrando, da cui ebbe inizio il ramo dei Sanseverino di Colorno.
- Tommaso IV Sanseverino (1360c.-1387)
- Ludovico Sanseverino (1380c.-1400)
- Giovanni Sanseverino (1399c.-1445)
- Roberto Sanseverino (1430c.-1474), I principe di Salerno

### Principi di Salerno

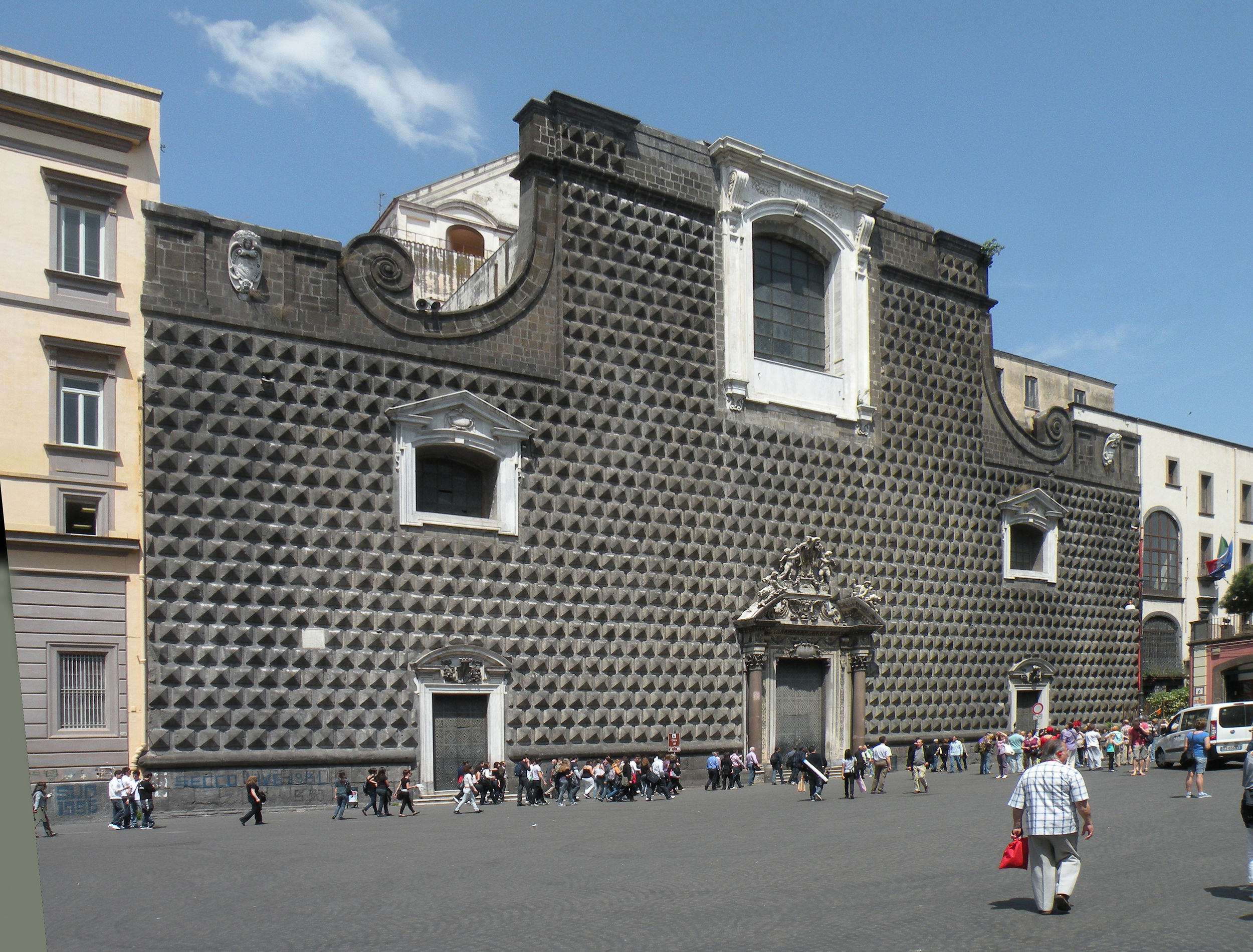
Palazzo dei Sanseverino, oggi Chiesa del Gesù Nuovo.

- Roberto Sanseverino (1430c.-1474), figlio di Giovanni dei conti di Marsico, ebbe il titolo di principe di Salerno dal 1463. Sposò Raimondella del Balzo Orsini. Comandò la flotta aragonese nella battaglia di Ischia (1465): il ritorno della flotta è raffigurato nella famosa "tavola Strozzi", prima veduta "a volo d'uccello" della città di Napoli: tutte le galee inalberano a prua i colori Sanseverino (fascia rossa in campo argento) e a poppa le armi aragonesi. Fece costruire nel 1470 in Napoli, da Novello da S. Lucano, il famoso palazzo con bugnato a punta di diamante, il primo in Italia (precedente a quello di Ferrara), ora chiesa del Gesù Nuovo.
- Antonello Sanseverino (1458-1499), grande ammiraglio del Regno di Napoli (1477), capo della Congiura dei baroni (1485). Sposò Costanza di Montefeltro, figlia di Federico Duca di Urbino.
- Roberto II Sanseverino (1485-1509), sposò Maria d'Aragona, figlia di Alfonso, fratello di Ferdinando il Cattolico.
- Ferdinando o Ferrante Sanseverino (1507-1572) fu l'ultimo del ramo dei principi di Salerno. Contrario all'introduzione dell'Inquisizione spagnola entrò in conflitto con Carlo V che nel 1553 pose fine al principato di Salerno. Morì in esilio in Francia. I beni dei Sanseverino di Salerno furono confiscati, suddivisi e quindi donati o venduti a numerosi signori, segnando l'inizio di un lungo periodo di decadenza per la città di Salerno.

### Conti di Tricarico
Il capostipite della casata è Ruggiero († 1189?) che acquisisce il feudo per matrimonio con Rogazia (o Rogasia), figlia di Gosfrido.
Segue Giacomo, che sposa, l'8 settembre 1188, Mabilia degli Annibaldi, nobile famiglia di Ceccano. Il dominio si interrompe nel '200, allorquando la contea di Tricarico risulta tra le donazioni di Federico II di Svevia alla moglie Bianca Lancia passate, poi, al figlio Manfredi. La contea passa poi ai de Bethsan (de Bezzano o de Bazzano). Tommaso II (n. 1252 circa † 25-9-1324), sposa in seconde nozze Sveva de Bethsan, contessa di Tricarico e la discendenza dei Sanseverino è così nuovamente a capo del feudo. La numerazione dei conti della famiglia alla guida del feudo riparte da questa discendenza. Suo figlio Giacomo (†1348) è, quindi, 1º conte di Tricarico.

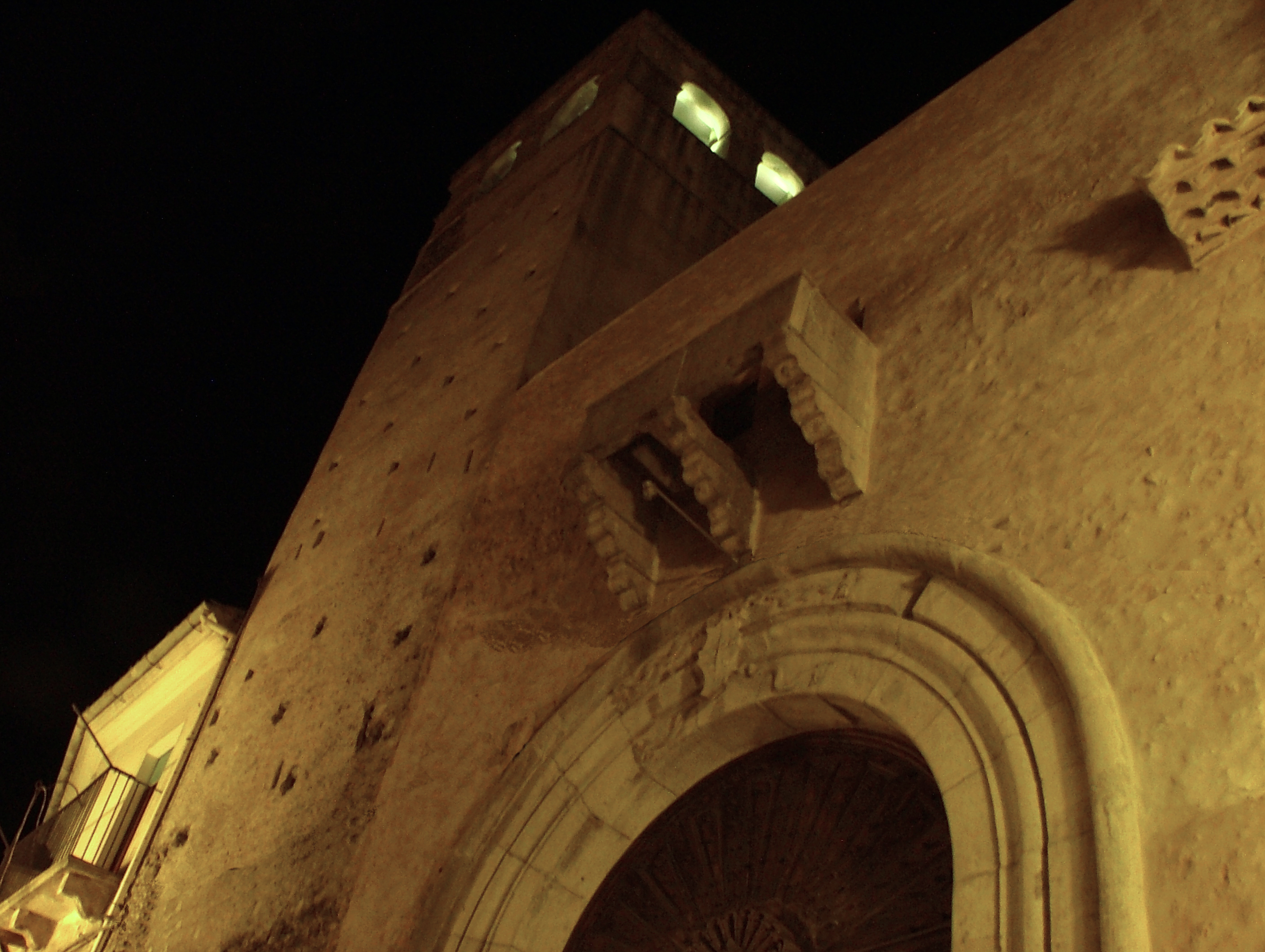
Palazzo ducale - castello dei Sanseverino - scorcio da via Vittorio Veneto

Segue Ruggero (†1348), e poi il figlio Venceslao (†1404). Nel 1412 e per un breve periodo, il feudo viene sottratto alla famiglia Sanseverino ed infeudato a Francesco Sforza, divenuto, in seguito, duca di Milano. Tornò ai Sanseverino con Ruggero II († 9 maggio 1430), figlio di Venceslao. Ai precedenti titoli si aggiungerà quello di 1º duca di San Marco. Sposa, nel 1394, Covella Ruffo di Calabria. Segue Antonio che sposa Giovannella del Balzo Orsini (detta Cella).
6º conte di Tricarico è Luca Sanseverino (†1472) che nel 1462 acquisisce il titolo di 1º principe di Bisignano. Sposa Orsolina Ruffo.
Con la morte di Luca il feudo passa al figlio Geronimo (o Girolamo) (n. 1448 - †1487) che sposa Mandella Gaetani de Aragona e che verrà giustiziato per ordine di re Ferrante d'Aragona per aver capeggiato la cosiddetta congiura dei baroni. A lui si deve la costruzione, nel feudo di Tricarico, del convento di Sant'Antonio di Padova per il quale, il 27 settembre 1479, ottiene da papa Sisto IV la facoltà di erigere il complesso religioso fuori dalle mura della città. Il feudo passa, quindi, al figlio Berardino (o Bernardino) († 1516?), 8º conte di Tricarico, 3º principe di Bisignano. Sposa Eleonora (o Dianora) Todeschini Piccolomini.
Sale poi alla guida della contea il figlio Pietro Antonio, 9º conte di Tricarico, 4º principe di Bisignano (* tra il 1490 e il 1495; † 8 aprile 1559 Parigi). Sposa nel 1511 in prime nozze Giovanna Requenses, in seconde nozze Giulia Orsini ed in terze nozze, nel 1539, Erina (o Irina) Castriota. Decimo ed ultimo conte di Tricarico della casata dei Sanseverino è Niccolò Berardino, figlio di Pietro Antonio ed Erina Castriota Scanderbeg. Sposa Isabella della Rovere, principessa di Urbino (n. Urbino 1554 - † Napoli 1619), dalla quale ha un figlio, Francesco Teodoro, che muore di vaiolo a Napoli nel 1595. Niccolò Berardino, senza altri eredi legittimi, muore nel 1606, meno di un anno dopo la vendita all'asta della contea di Tricarico.

### Conti di Colorno
- Bertrando Sanseverino (1361c-1418), figlio di Antonio (1328c-1384) conte di Marsico e di Isabella Del Balzo (m. 1379), fu Gran Connestabile del Regno di Napoli dal 1384, signore di Corneto, Rescigno, Fellitto, Campora, Albanella e altre terre in valle di Fasanella, I signore di Caiazzo.
- Leonetto Sanseverino (1385c-1420), figlio di Bertrando, sposò Elisa Sforza (1402-1476), sorella di Francesco Duca di Milano: militò nell’esercito degli Sforza e morì ucciso in una giostra cavalleresca.
- Roberto Sanseverino d'Aragona (1418-1487), figlio di Leonetto e di Elisa Sforza, fu I conte di Caiazzo e III conte di Colorno dal 15 aprile 1458 al 23 marzo 1477 e poi rinunciò a favore del figlio, Gianfrancesco. Fu generale al servizio degli Sforza, di Genova, del Papa e di Venezia: assunse il cognome d'Aragona per concessione del Re di Napoli. Morì ucciso in un'imboscata nella battaglia di Calliano.
- Gianfrancesco Sanseverino d'Aragona (1460c.-1502) fu generale al servizio del Duca di Milano e del Re di Francia. Sposò Barbara Gonzaga di Sabbioneta.
- Roberto Ambrogio Sanseverino d'Aragona, Capitano reggente della cavalleria d'Italia per nomina di Francesco I Re di Francia; fu III conte di Colorno dal 1502 al 1532, anno in cui morì a Busseto. La moglie Ippolita Cybo fu reggente per i figli dal 1532 al 1544.
- Lavinia Sanseverino d'Aragona, contessa di Colorno dal 1544 al 1565.
- Gianfrancesco Sanseverino, conte di Colorno dal 1565 al 1570, avendo sposato Lavinia, sua cugina.
- Gian Galeazzo Sanseverino d'Aragona, fratello minore di Lavinia, dal 1570 al 1577.
- Eleonora Sanseverino d'Aragona, figlia di Gian Galeazzo, rinunciò a favore di:
- Barbara Sanseverino, figlia di Gianfrancesco; sposò Giberto IV Sanvitale e poi il conte Orazio Simonetta, con cui fu giustiziata a Parma il 19 maggio 1612 per la congiura a Ranuccio I Farnese.

### Conti di Marsico
La Contea di Marsico fu una contea normanna nel Regno di Sicilia; aveva per capoluogo Marsico, oggi Marsico Nuovo, che si trova nella parte sud-occidentale della attuale Basilicata: fu poi concessa ai conti di Sanseverino, che discendevano da una figlia del conte Silvestro. Manfredi re di Sicilia nominò Conte di Marsico, Enrico di Spernaria e poi Riccardo Filangieri. Dopo la caduta del re Manfredi, la contea è stata restituita alla famiglia Sanseverino da Carlo I re di Sicilia.

### Duchi di San Donato
Nel 1374, per effetto del matrimonio di Margherita di Sangineto con Venceslao Sanseverino conte di Tricarico e Chiaromonte, il feudo di San Donato in Calabria passò ai Sanseverino di Tricarico.
Verso il 1510 poi, Bernardino Sanseverino, Principe di Bisignano, concede la terra di San Donato e Policastrello in feudo baronale a un cadetto della sua casa, Francesco Sanseverino barone di Càlvera in Basilicata, che dà inizio così al ramo dei Sanseverino baroni di San Donato. Il 29 settembre 1602 Filippo III di Spagna elevò l'antica baronia in ducato nella persona di don Scipione "junior" Sanseverino, dei baroni di Càlvera, creandolo primo duca di San Donato.
- Don Scipione junior Sanseverino (1588 - 1640) fu il 3º Barone di San Donato, poi nominato 1º Marchese di San Donato dal 30 novembre 1598 e finalmente 1º duca con privilegio di Filippo III del 29 settembre 1602. Fu anche il 4º barone di Policastrello. Nel 1605 la madre, donna Lucrezia Carafa, acquista per lui il feudo di Poggiano o Rogliano o Roggiano e quello rustico di Larderìa dal principe di Bisignano. L'anno successivo cadrà sotto il suo dominio anche il feudo di Altomonte, poi passato alla casa dell'Annunziata di Napoli. L'acquisto del feudo di Roggiano comportò in parte anche lo spostamento della residenza della famiglia ducale, per buona parte dell'anno, da San Donato a Roggiano
- Don Francesco Sanseverino (1º novembre 1611 - 10 agosto 1648) morì ucciso dai suoi vassalli di San Donato insieme a due delle sue figlie, durante i tumulti seguiti alla rivolta di Masaniello a Napoli:

 Fu il 2º Duca di San Donato l'11 dicembre 1640, 5º barone di Policastrello e 1º barone di Roggiano e Patrizio Napoletano.
Questa linea della grande casata principesca reggerà il feudo fino al 1654, anno in cui muore l'unica figlia femmina sopravvissuta, l'ultima duchessa di San Donato, la piccola Anna di appena 9 anni e il feudo viene incamerato dalla Reale corte di Napoli. Il feudo ed il titolo di duca di San Donato fu quindi devoluto (ritornò) al sovrano: messo in vendita all'asta, il feudo sarà aggiudicato alla famiglia Ametrano di Napoli nel 1664: in questo modo San Donato passò ad altri feudatari, dopo gli antichi Sanseverino.

### Principi di Bisignano
- Primo principe di Bisignano fu Luca Sanseverino, 6º conte di Tricarico, uomo d'arme schierato con gli aragonesi, che il 26 marzo 1462 comprò il feudo dal Re di Napoli per la somma di 20.000 ducati.
- A lui successe il figlio Girolamo Sanseverino, 7º conte di Tricarico, che favorì lo stanziamento degli albanesi nelle sue terre, accordando loro la possibilità di fondare nuovi centri abitati e consentendo che ne ripopolassero altri. Si avvalse di una corte illuminata e articolata, grazie a prestigiose e qualificate presenze di governo, tra le quali, da ricordare, quella di Pietro Antonio Palombi, nobile avignonese, come cita il Massilla nella sua Cronaca delle famiglie nobili di Bari. Girolamo fu implicato nella congiura dei baroni, arrestato e giustiziato; i suoi figli andarono esuli.
- Bernardino Sanseverino, 3º principe di Bisignano, 8º conte di Tricarico, visse prima in esilio in Francia, dove conobbe Francesco di Paola, quindi scese in Italia con Carlo VIII che, con suo diploma, lo ristabilì nei titoli il 1º maggio 1495, poi confermato con atti di conferma formale e investitura del 26 agosto 1496 e del 30 ottobre 1496, convalidati a Valladolid il 27 aprile 1506.
- Il figlio Pietro Antonio Sanseverino fu sempre fedele alla Spagna e, nel 1530, ospitò nelle sue terre l'imperatore Carlo V di ritorno da Bologna, dove era stato appena incoronato. L'imperatore lo insignì del Toson d'Oro. Sposando Irene Castriota Scanderberg acquisì il ducato di San Pietro in Galatina.
- Nicolò Bernardino Sanseverino, 5º principe di Bisignano, 10º ed ultimo conte di Tricarico. Sposò Isabella della Rovere, principessa di Urbino e con lei visitò il ducato di San Pietro. Si spense senza eredi maschi viventi (essendogli premorto l'unico figlio maschio, Francesco Teodoro).

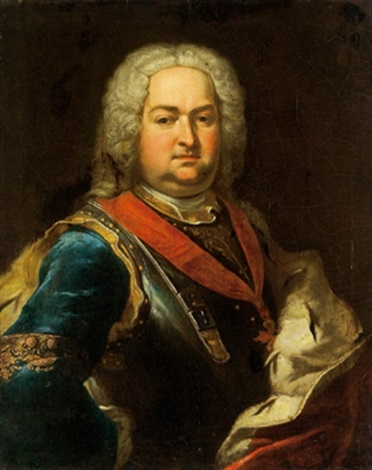
Luigi II Sanseverino, Principe di Bisignano (Giuseppe Bonito, olio su tela, 77.5 x 62.5 cm.)

Si scatenò una lunga contesa per la successione del patrimonio, fra Giulia Orsini (nipote ex sorore di Nicolò Bernardino) e Luigi Sanseverino, conte di Saponara, che si trascinò fino al 1622, quando quest'ultimo ebbe la conferma e investitura nel titolo e nelle terre di Bisignano e di quel poco altro che restava (avendo nel frattempo i curatori alienato molti dei feudi). 
- Luigi I Sanseverino (n. 1588 - m. 1669) Conte di Saponara divenne così il 7º principe di Bisignano (il 6º principe di Bisignano era stato Tiberio Carafa, marito della suddetta Giulia Orsini). Luigi I Sanseverino sposò Margherita Tagliavia D'aragona. Anche Luigi I Sanseverino di Saponara, morì in età molto avanzata senza lasciare eredi maschi.
- Il titolo passò a suo fratello Carlo Sanseverino (n. 1590 - m. 1670) che divenne così 8º Principe di Bisignano, ma per poco tempo in quanto anch'esso all'epoca era già molto anziano e alla sua morte nessuno dei suoi figli gli era sopravvissuto.
- Il titolo così passò a suo nipote Carlo Maria Sanseverino (n. 1644 - m. 1704, figlio di Giovanni Battista Sanseverino) che divenne 9º principe di Bisignano. Sposò la principessa siciliana Maria Fardella e Gaetani (n. 1639 - m. 1709) che nel 1680 portò il titolo di principi di Paceco. Carlo Maria Sanseverino fu padre di Aurora Sanseverino, rinomata mecenate che all'inizio del Settecento commissionò numerosi eventi musicali a Napoli e a Piedimonte.
- Nel 1709 il titolo passò al figlio Giuseppe Leopoldo Sanseverino (n. 1676 - m. 1727) che fu 10º principe di Bisignano, padre della venerabile Mariangela del Crocifisso. Sposò Donna Stefania Pignatelli Aragona Cortez (n. 1683 - m. 1728), sorella del celebre Diego Pignatelli d'Aragona Cortès. Fece costruire un famoso palazzo Sanseverino-Falcone ad Acri. Alla sua morte il titolo passò al suo primogenito Luigi II Sanseverino.
- Luigi II Sanseverino (n. 1705 - m. 1772) 11º principe di Bisignano dal 1727, fu insignito del Toson d'Oro nel 1731. Si sposò due volte e da ciascuna delle mogli ebbe un figlio maschio e ben 6 femmine, la maggior parte delle figlie divennero monache. Il suo primogenito Pietro Antonio Sanseverino (n. 1724 - m. 1771) fu conte di Chiaromonte e sposò Aurelia Caracciolo, la quale portò nella famiglia i titoli di Principe di Torrenova e Marchese di Casalbore, morì poco prima del padre Luigi II e quindi non prese il titolo di principe di Bisignano. Carmela Sanseverino, figlia del principe Luigi II Sanseverino, sposò Raffaele Falcone, nobiluomo di Acri che divenne proprietario del palazzo calabrese (da cui il nome di Palazzo Sanseverino-Falcone). Elisabetta Sanseverino, altra figlia del principe Luigi II Sanseverino, sposò il principe napoletano Tommaso Firrao e visse in uno dei più bei palazzi di Napoli, Palazzo Firrao a via Costantinopoli. Alla morte di Luigi II Sanseverino il titolo passo al nipote Pasquale Sanseverino (primogenito di Pietro Antonio Sanseverino).
- Pasquale Sanseverino fu il 12º principe di Bisignano per pochi mesi perché morì senza lasciare eredi.
- Il titolo passerà quindi al secondogenito don Luigi III Sanseverino che fu il 13º principe di Bisignano. Fu anche elevato a Grande di Spagna e visse una vita ascetica, abdicando nel 1783.
- Tommaso Sanseverino, fratello di Pasquale e Luigi III fu quindi il 14º principe di Bisignano. Sposò Livia Firrao, ultima di quella famiglia, e così vennero ancora ai Sanseverino i titoli di Principe di Luzzi, Principe di Santa Agata, Principe di Pietrelcina e Duca di Ielsi. Alla sua morte il titolo passerà al suo primogenito Pietro Antonio II Sanseverino.
- Pietro Antonio II Sanseverino (nato a Napoli il 20 agosto 1790 e morto a Roma il 20 maggio 1865) fu 15º principe di Bisignano. Fu per molto tempo il maggiordomo maggiore del Re di Napoli[29]; alla sua morte il titolo di principe passerà al primogenito Luigi IV Sanseverino.
- Luigi IV Sanseverino (5 marzo 1823 - 28 settembre 1888) fu il 16º principe di Bisignano, sposo Giulia Imperiali dei principi di Francavilla da cui ebbe solo figlie femmine.

Il ramo dei principi di Bisignano si è estinto in linea maschile nel 1888 con la morte dell'ultimo principe Luigi IV Sanseverino (16º principe di Bisignano),
La primogenita di Luigi IV Sanseverino fu Antonia Sanseverino, già 24ª contessa di Chiaramonte in virtù delle nozze con Francesco Costa dei Marchesi Costa di Arielli, divenne quindi 17ª principessa di Bisignano. Luigi Costa, suo figlio, ottenne, con Regie Lettere di Assenso del 17/12/1895 e per Regio Decreto del 22/10/1897, il diritto di assumere il cognome Costa Sanseverino e di succedere nei titoli dinastici appartenenti alla madre. Divenne così 17º principe di Bisignano (costituendo il Ramo Costa Sanseverino di Bisignano), con successione, oggi in persona di Francesco Luca, 20º principe di Bisignano.
Altro ramo derivato dell'anteriore è rappresentato per i principi Costa di Bisignano perché Angelo Costa Loguercio, 6º marchese Costa di Arielli, 8º Conte della Trinità, fu successore di Genaro II Costa di Arielli e della Trinità , detto Angelo ottiene con Decreto Reale Italiano il 3-12-1896 il predicato nobiliare Costa di Bisignano e succede anche nei titoli dinastici. Fu 18º principe Costa di Bisignano (Ramo Costa di Bisignano) con successione, oggi in persona di Daniel Humberto Guerrera Costa, 21º principe Costa di Bisignano (Successione derivata della Casa Costa Sanseverino, distinta di quelle con titoli, predicate ed armi proprie di questa Casa Costa di Bisignano, per Regio Decreto N° 411, 3-12-1896, Re Umberto I)

## I Sanseverino oggi
In linea maschile, di questa storica famiglia sussiste oggi il ramo dei Baroni di Marcellinara.

### I Costa Sanseverino di Bisignano
Don Luigi Costa Sanseverino (* Napoli 30.IX.1870 † ivi 28.VII.1939), figlio di Francesco Costa dei Marchesi di Arielli (* Napoli 21.I.1835 † ivi 21.VII.1899) e di Donna Maria Antonietta (* Napoli 21.IX.1843 † Foggia 9.V.1875), 11ª Contessa di Chiaromonte, figlia di Don Luigi Sanseverino (* Napoli 5.III.1823 † ivi 16.XI.1888), 16º Principe di Bisignano, 11º Principe di Torrenova, 5º Principe di San Giorgio, 8º Principe di Sant'Agata, 5º Principe di Luzzi, Principe di Pietrelcina,  Duca di Erchie, 7º Duca di Jelzi, 14º Marchese di Casalbore, 10º Conte di Chiaromonte, 22º Conte di Altomonte e Grande di Spagna di prima classe 1865/1888 e Patrizio Napoletano; Cavaliere dell'Ordine del Cristo, Cavaliere d'Onore e Devozione del Sovrano Militare Ordine di Malta, Gran Croce dell'Ordine Costantiniano di San Giorgio. Sp. il 25.V.1841 Donna Giulia Imperiali dei Principi di Francavilla (* 1825 † 7.VII.1851), assume il cognome Costa Sanseverino con Regie Lettere di assenso del 22.X.1897; 17º Principe di Bisignano, 12º Principe di Torrenova, 6º Principe di San Giorgio, 9º Principe di Sant'Agata, 6º Principe di Luzzi,  12º Principe di Pietrelcina, 9º Duca di Erchie, 8º Duca di Jelzi, 15º Marchese di Casalbore, 23º Conte di Altomonte e 12º Conte di Chiaromonte titoli riconosciuti con Regio Decreto di Assenso alla successione del 17.XII.1896.
La linea Costa Sanseverino di Bisignano risulta iscritta nel Libro d'Oro della Nobiltà Italiana col titolo di 20º Principe di Bisignano, 15º Principe di Torrenova, 9º Principe di San Giorgio, 13º Principe di Sant'Agata, 9º Principe di Luzzi, 15º Principe di Pietrelcina, 12º Duca di Erchie, 11º Duca di Jelzi, 18º Marchese di Casalbore, 26º Conte di Altomonte e 14º Conte di Chiaromonte, nella persona di Francesco Luca Costa Sanseverino di Bisignano (* Hong Kong 26.II.1970), discendente di Luigi Costa Sanseverino di Bisignano (*Amburgo 21.VII.1940 † Roma 25.IX.2011), Ambasciatore della repubblica italiana.

### I Sanseverino di Marcellinara
Il feudo di Marcellinara in Calabria venne assegnato ai Sanseverino il 3 febbraio 1445 da Alfonso I d'Aragona per il vittorioso assedio di Catanzaro, nella persona di Niccolò o Nicola Sanseverino († ottobre 1481), figlio di Guglielmo, Signore di Fiumara di Muro, a sua volta figlio di Ruggero, Conte di Mileto. Fu il 1º Barone di Marcellinara con Privilegio del Re di Napoli del 3 febbraio 1445, Paggio di Alfonso V d'Aragona e marito di donna Covella Rhodio dei Baroni di Amato.
La linea di Marcellinara, risulta iscritta nel Libro d'Oro della Nobiltà Italiana col titolo di barone di Marcellinara, nella persona di Patrizio Sanseverino (n. Catanzaro, 1879), discendente di Carlo (1847-1917), Senatore del Regno d'Italia.

## Stemma
La famiglia ebbe in origine come proprio stemma solo un campo d’argento (come era lo stendardo sulla torre del castello di Diano, oggi Teggiano, in Campania), che probabilmente fu il colore del casato fra i sec XI-XIII.
Secondo la tradizione, poi, durante la battaglia di Benevento del 26 febbraio 1266, Ruggero Sanseverino (* 1237 ca. + Marsico 1285), 3º Conte di Marsico, Barone di Sanseverino, per incoraggiare i suoi soldati in un momento difficile dello scontro legò alla sua spada una camicia intrisa del sangue di un capitano nemico da lui ucciso e formandone così una bandiera li portò alla vittoria. Da quell’impresa, 
re Carlo I d'Angiò, volle che sull’antico stemma d’argento dei Sanseverino fosse posta una fascia rossa.

### Varianti

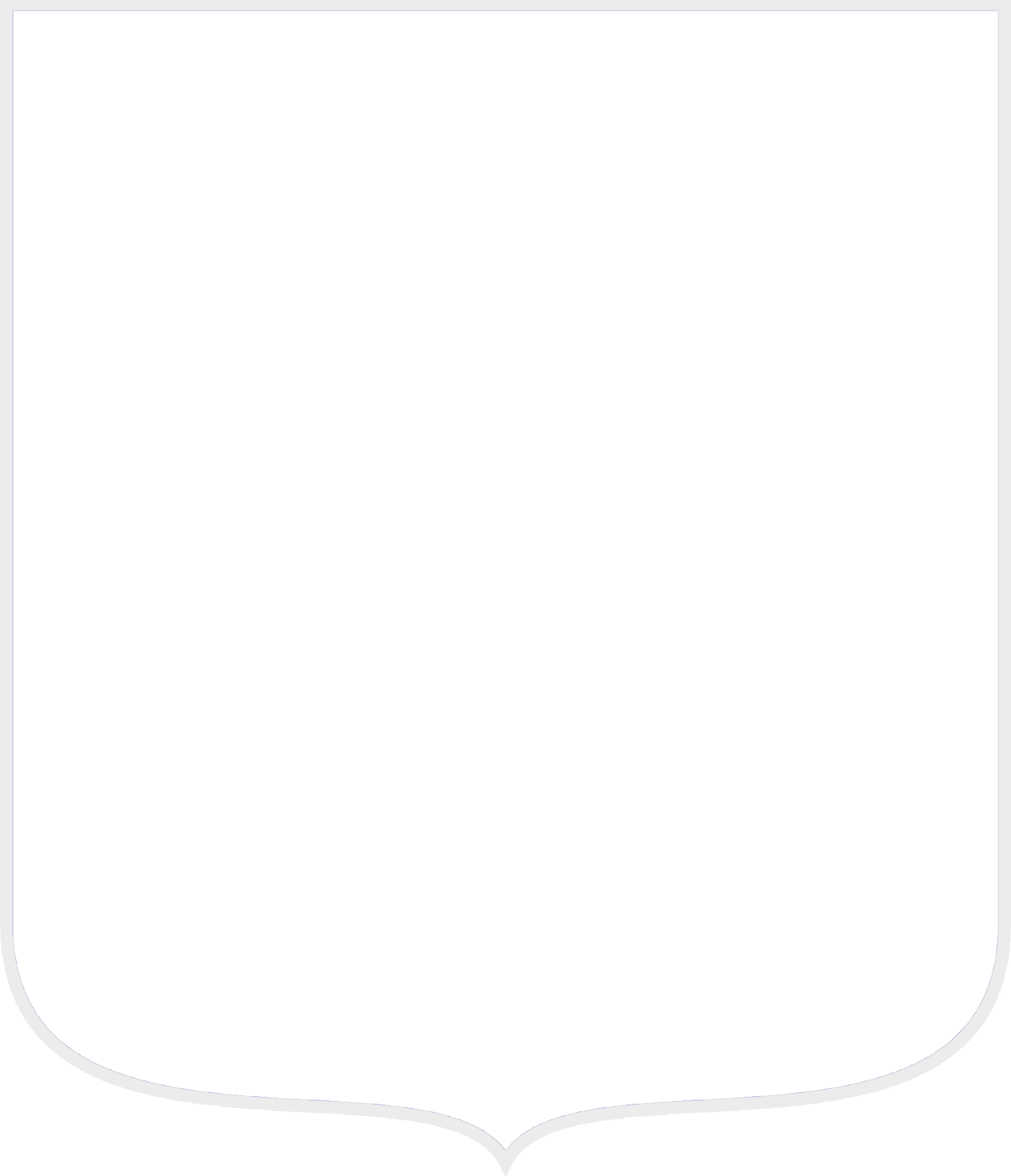
D'argento pieno. (stemma originario dei Sanseverino)
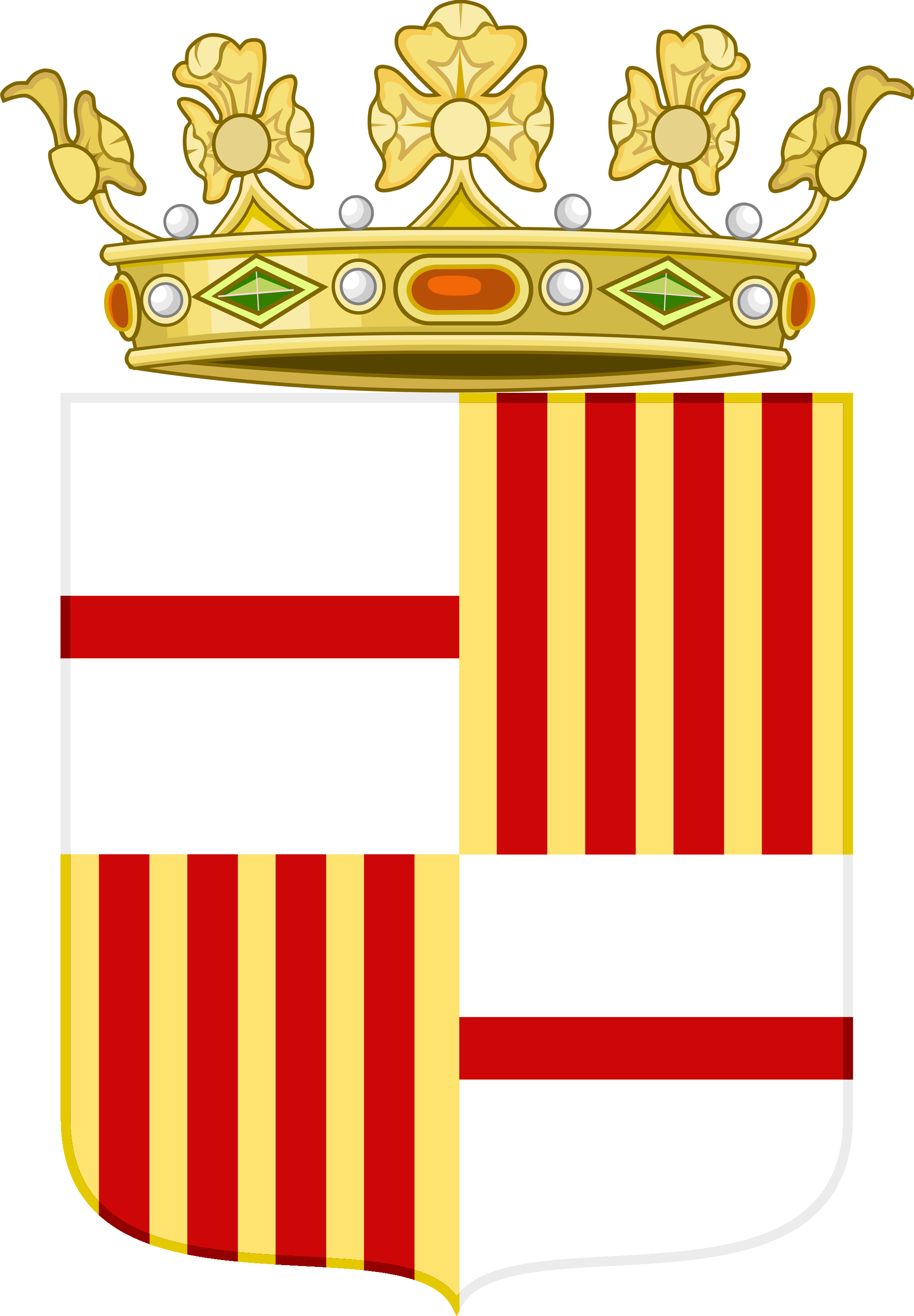
Inquartato, nel primo e nel quarto d’argento alla fascia rossa, nel secondo e nel terzo d’oro a quattro pali rossi (d’Aragona) (stemma dei Sanseverino principi di Salerno)
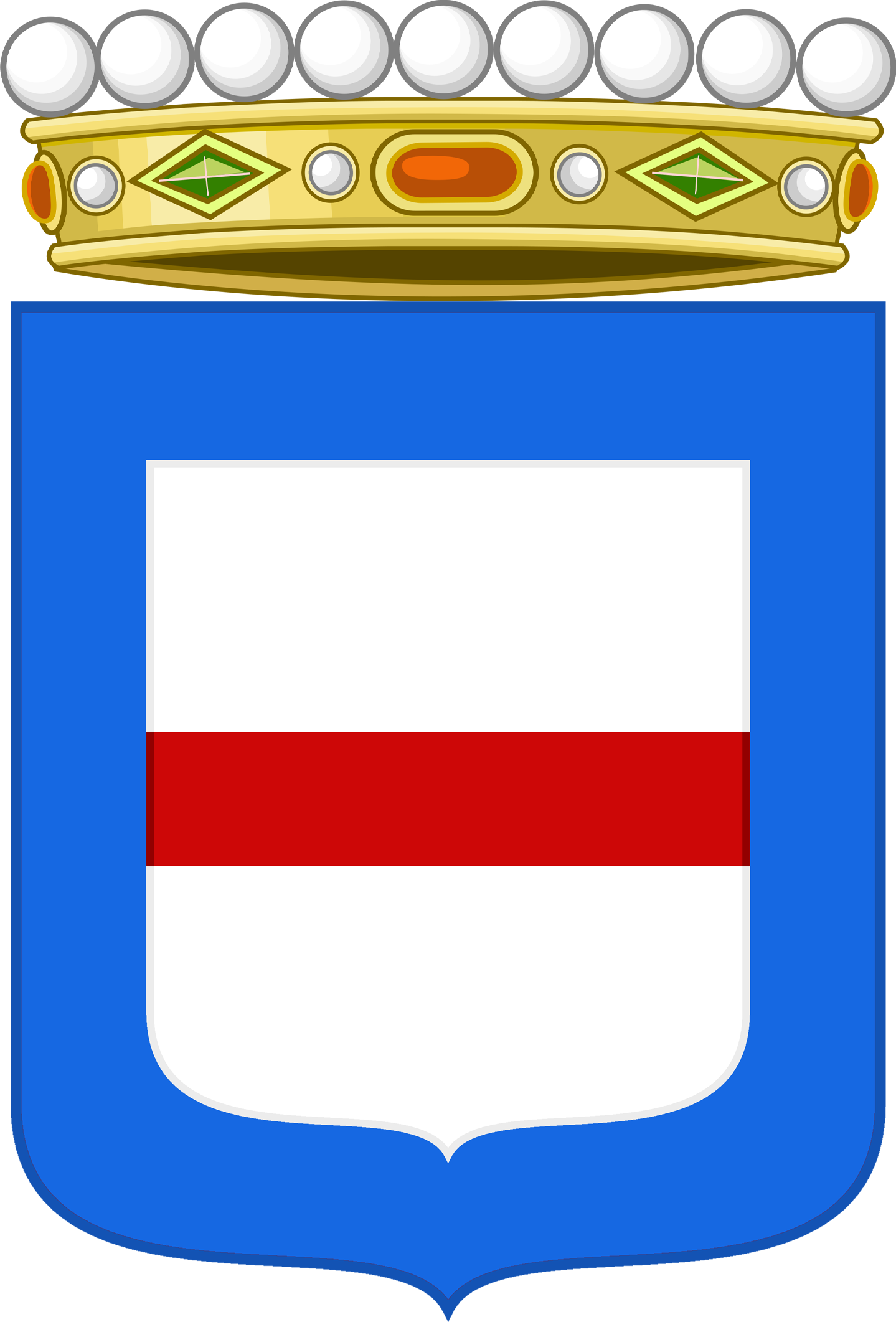
D’argento alla fascia rossa con la bordura di azzurro intorno allo scudo (stemma dei Sanseverino conti di Tricarico)
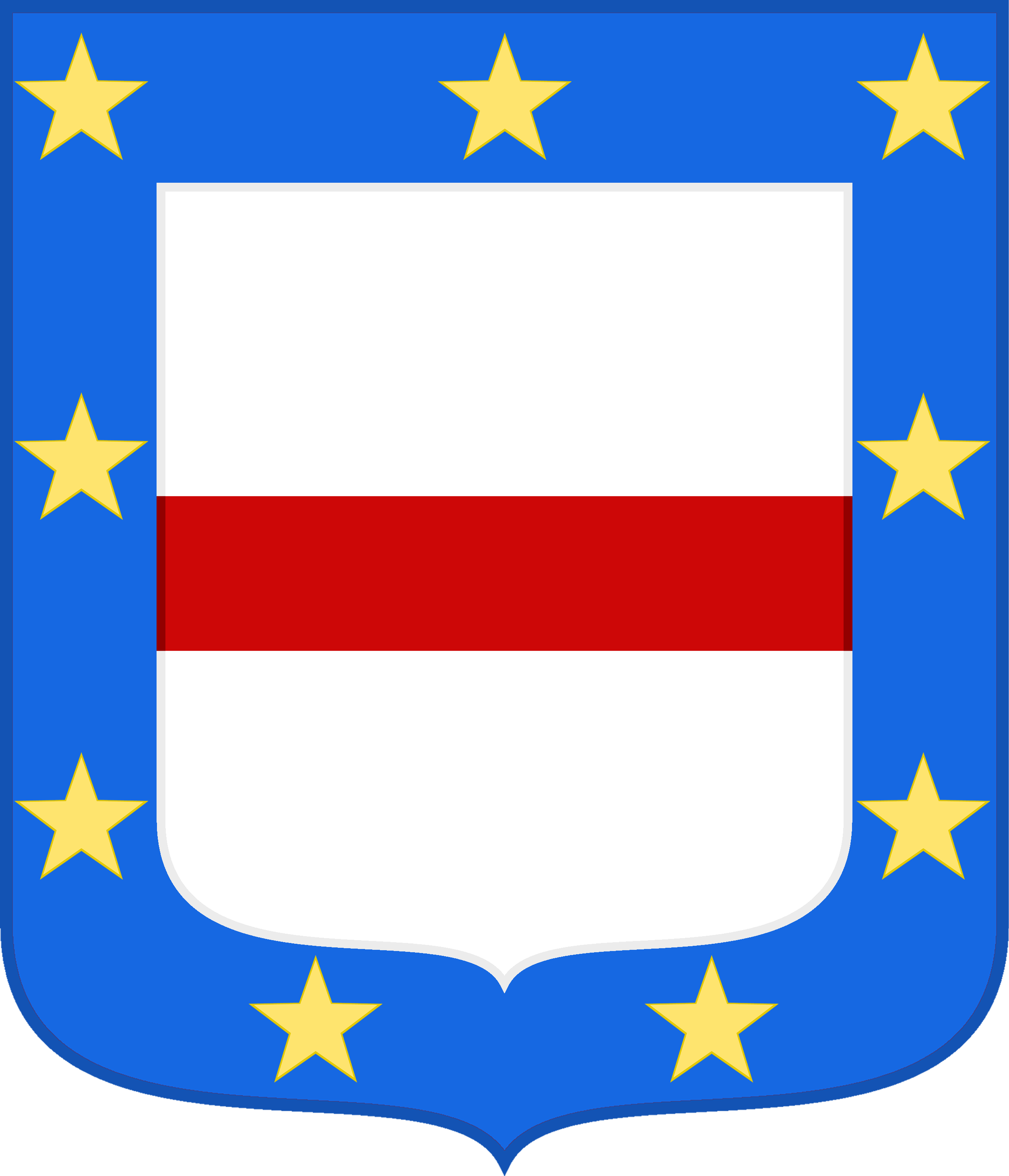
D’argento alla fascia rossa con la bordura di azzurro intorno allo scudo caricata di nove stelle(5) d'oro (alias)